# Шнякин, Валерий Николаевич
Валерий Николаевич Шнякин (род. 5 июня 1951, Чимкент) — российский политический деятель. Член Совета Федерации России от Нижегородской области (2010—2014).

## Биография
Валерий Шнякин родился 5 июня 1951 года в городе Чимкент Казахской ССР.

### Военная карьера
На протяжении 30 лет служил в рядах советской и российской армии. В 1971 году был призван в ряды Советской армии. Поступил в Ленинградское высшее общевойсковое командное училище им. С. М. Кирова, окончил его 1975 году. Вслед за ним училище окончили его четверо братьев. Затем в 1986 году Валерий Шнякин окончил Военную академию им. М. В. Фрунзе. После академии продолжил службу в Первом главном управлении КГБ СССР. В 1988 году окончил Краснознаменный институт КГБ СССР им. Ю. В. Андропова. Служил в составе ограниченного контингента советских войск в Афганистане.
В 1988 году Валерий Шнякин впервые с советской группой из десяти человек приехал в США, в штат Техас для контроля за уничтожением американских ракет средней и меньшей дальности в рамках Договора о ликвидации ракет средней и меньшей дальности.

### Политическая карьера
В 2001 году, после увольнения с военной службы в звании полковника Службы внешней разведки, работал на руководящих должностях в Евразийском экономическом сообществе (ЕврАзЭС): руководителя департамента управления делами, заместителя генерального секретаря организации, управляющего делами секретариата интеграционного комитета.
В ноябре 2007 года, через месяц после назначения прежнего главы ЕврАзЭС Григория Рапоты на должность полпреда президента в Южном федеральном округе, Валерий Шнякин был назначен одним из трёх заместителей нового полпреда. В новой должности он курировал вопросы взаимодействия с федеральными органами власти.
В мае 2008 года Валерий Шнякин стал заместителем Григория Рапоты, уже как полпреда в Приволжском федеральном округе. В этой должности он занимался широким спектром задач: от кадровых вопросов и общественно-политической работы до взаимодействия с федеральными органами власти и силовыми службами.
18 августа 2010 года губернатор Нижегородской области Валерий Шанцев внёс кандидатуру Валерия Шнякина на рассмотрение законодательного собрания Нижегородской области для наделения полномочиями представителя правительства в Совете Федерации РФ вместо Александра Подлесова. 26 августа кандидатура Шнякина была поддержана законодателями, и 10 ноября Совет Федерации на пленарном заседании подтвердил его полномочия.
В Совете Федерации Валерий Шнякин с ноября 2010 был членом комитета по международным делам, с ноября 2011 по сентябрь 2013 был заместителем председателя комитета; с сентября 2013 по сентябрь 2014 — член комитета по обороне и безопасности; с ноября 2010 по январь 2011 — член комиссии по вопросам развития институтов гражданского общества, с января по ноябрь 2011 — заместитель председателя комиссии по вопросам развития институтов гражданского общества. В апреле 2014 года наряду со всеми членами комитетов Совета Федерации по международным делам, обороне и безопасности попал санкционный список Евросоюза после событий на Украине. Регулярно входил в десятку медиарейтинга среди сенаторов. Также Валерий Шнякин был председатель постоянной комиссии Межпарламентской Ассамблеи ЕврАзЭС по таможенному регулированию и пограничной политике.
В связи с истечением срока полномочий Валерия Шнякина губернатор Нижегородской области Валерий Шанцев 25 сентября 2014 года подписал указ о назначении своим представителем в Совете Федерации Владимира Лебедева.

### Общественная деятельность
14 марта 2013 года Валерий Шнякин возглавил приволжское отделение Российского военно-исторического общества.
С октября 2014 по июль 2016 года Валерий Шнякин возглавлял экспертно-координационный совет по таможенной политике при Федеральной таможенной службе (вплоть до июля 2016).
С ноября 2014 по март 2021 года — советник Государственного секретаря Союзного государства России и Белоруссии.
С сентября 2017 был вице-президентом Столыпинского клуба, вице-президентом фонда «Правовое государство».

## Награды
Валерий Шнякин награждён рядом наград СССР и России:
- Орден Почёта[7]
- Медаль ордена «За заслуги перед Отечеством» II степени (2014)[15]
- Грамоты президиума Верховного Совета СССР, Правительства РФ, Совета Федерации и Государственной думы[9][16]
- Более 30 медалей от министерств и ведомств СССР и РФ[16]
- Именное табельное и холодное оружие[16]
- Юбилейная медаль «МПА СНГ. 20 лет» (11 апреля 2013 года, Межпарламентская ассамблея СНГ) — за вклад в развитие и совершенствование правовых основ функционирования Содружества Независимых Государств, модельного и национального законодательства государств — участников МПА СНГ, а также в укрепление международных связей и межпарламентского сотрудничества[17]

## Классный чин
Валерию Шнякину присвоен классный чин действительного государственного советника РФ II класса (2008).

## Критика
В ноябре 2021 года Валерий Шнякин стал участником скандала. Предметом внимания стала продажа служебной квартиры площадью 97.5 м². в центре Нижнего Новгорода. Покупателем выступила дочь Валерия Николаевича Екатерина Смирнова. Как утверждается, служебную квартиру, рыночная цена которой 25 млн рублей, Валерий Шнякин продал за 5 млн рублей. С заявлением в Генпрокуратуру обратились активисты Нижнего Новгорода. По их версии, Шнякин нарушил 4 статью Закона РФ от 04 июля 1991 года № 1541-1 «О приватизации жилищного фонда в Российской Федерации», по которой не подлежат приватизации жилые помещения, находящиеся в аварийном состоянии, в общежитиях, в домах закрытых военных городков, а также служебные жилые помещения.

## Семья
Валерий Шнякин с 1974 года в браке Элеонорой Владимировной Шнякиной. Дочери Ирина и Екатерина, трое внуков.